# Шартр де Бретањ
Шартр де Бретањ (фр. Chartres-de-Bretagne) је насељено место у Француској у региону Бретања, у департману Ил и Вилен.
По подацима из 2011. године у општини је живело 7304 становника, а густина насељености је износила 723,17 становника/km².

## Демографија
| 1962. | 1968. | 1975. | 1982. | 1990. | 2011. |
| ----- | ----- | ----- | ----- | ----- | ----- |
| 1.770 | 2.076 | 3.100 | 4.869 | 5.543 | 7.304 |

## Партнерски градови
- Калараш
- Newcastle West
- Saint-Anthème
- Лвовек Општина Калараши
- Хасмерсхајм
- Mopti
- Шартр